# Koizora

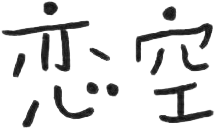
Koizora là bộ phim truyện lãng mạn của Nhật

Koizora (恋空  Bầu trời tình yêu) là bộ phim truyện lãng mạn của Nhật được xây dựng với nhiều tình huống  đầy bất ngờ, sâu sắc dựa trên "tiểu thuyết trên điện thoại di động" (ケータイ小説 keitai shosetsu) viết bởi một người phụ nữ trẻ tên Mika (美嘉).. Tác giả đã lưu ý rằng Koizora hoàn toàn không phải là phim giả tưởng.

## Khái quát
Tác phẩm truyện ngắn trên điện thoại Koizora: Setsunai Koi Monogatari (恋空～切ナイ恋物語) được viết bởi Mika với số lượng độc giả là 25 triệu người. Sau đó nó được xuất bản thành tiểu thuyết và bán được xấp xỉ 2 triệu bản. Bộ phim phỏng theo được phát hành vào tháng 11 năm 2007 và đạt được doanh thu khổng lồ 3.9 tỷ yên, với 3.14 triệu lượt người xem ở rạp. Bản DVD được phát hành ngày 25 tháng 4 năm 2008.
Câu chuyện còn được dựng thành phim truyền hình dài tập, phát sóng từ 2 tháng 8 đến tháng 9 năm 2008 với tổng cộng 6 tập. Từ tháng 3 đến tháng 6 năm 2008, các buổi thử vai đã được tổ chức để chọn ra 2 vai chính của phim. Erena Mizusawa được chọn đóng vai "Mika" và Koji Seto vai "Hiro" trong số hơn 1000 thí sinh. Kênh TBS đã chiếu bộ phim vào giờ cao điểm, và tỉ lệ người tập đầu là 5.6%.

## Cốt truyện
"KOIZORA" kể về câu chuyện của Mika, đang sống một cuộc sống bình thường như bao cô gái học sinh trung học khác thì những biến đổi bất ngờ trong cuộc sống mà cô chưa từng trải qua đã đến với cô khi gặp Hiro, một học sinh cũng học cùng trường với cô và rất thích gọi điện cho Mika.

## Diễn viên
Điện ảnh
- Mika - Yui Aragaki
- Hiro - Haruma Miura

Truyền hình
- Mika - Erena Mizusawa
- Hiro - Koji Seto